# Гражданская война в Бурунди
Гражданская война в Бурунди (21 октября 1993 года — август 2005 года) — вооружённый конфликт между этническими группами тутси и хуту. Конфликт вспыхнул после первых в стране со времён получения независимости от Бельгии в 1962 году многопартийных выборов и формально завершился лишь со вступлением в должность президента Пьера Нкурунзизы в августе 2005 года. В войне погибло порядка 300 тыс. человек.

## Истоки конфликта
Происхождение тутси и хуту до сих пор остаётся неясным, но европейские колонизаторы (сначала немцы, а затем и бельгийцы) закрепили превосходство тутси над хуту, как в имущественном, так и в политическом плане. Предоставление Бурунди независимости не изменило политической картины. Уже в 1966 году Мишель Мичомберо сверг монархию и установил в Бурунди президентскую республику, а по сути — военную хунту. Последовало 25 лет правления военных режимов тутси. В этот период представители хуту, в частности элита и интеллигенция, подвергались репрессиям вплоть до внесудебных казней, пик которых пришелся на 1972 год, когда правящая элита тутси, подавив попытку восстания хуту, организовала кампанию массовых убийств представителей этого народа, по разным оценкам унёсшую от ста до трехсот тысяч жизней. Эти массовые убийства, рядом исследователей квалифицируемые как геноцид хуту, получили название "Икиза" (Ikiza), что на языке рунди означает "беда, катастрофа". Последний из военных переворотов произошёл 9 сентября 1987 года. Его возглавил майор Пьер Буйоя. Пытаясь начать национальный диалог, Буйоя провёл ряд реформ, направленных на снижение контроля над СМИ. Но вместо диалога эти реформы зародили среди хуту надежды на ослабление и последующее падение власти тутси, что привело к росту межэтнической напряжённости. На севере страны произошло несколько локальных восстаний хуту против местных руководителей-тутси, в ходе которых сотнями вырезались местные тутси. Буйоя направил на подавление мятежей армию, и войска убивали хуту тысячами.

## Война

### Геноцид 1993 года
В таких условиях 27 июня 1993 года в стране были организованы первые многопартийные выборы. Их, конечно, выиграл хуту Мельхиор Ндадайе, представлявший «Демократический фронт Бурунди» (Front pour la Démocratie au Burundi, FRODEBU). Но уже 21 октября 1993 года он был убит экстремистами из числа тутси. Структуры «Демократического фронта Бурунди» ответили нападениями на тутси. Было убито до 25 тыс. человек. В ответ часть бурундийской армии (многие солдаты были тутси) и тутси из числа гражданских лиц ответили нападениями на хуту, включая гражданское население, убив примерно столько же. Всего в последующий год на территории страны было убито от 50 до 100 тысяч человек.
Позднее ООН объявила события 1993 года геноцидом тутси со стороны хуту, организованным как государством, так и группами ополченцев.

### Гибель Сиприена Нтарьямиры
Переворот тутси, в попытке которого погибли Мельхиор Ндадайе и 6 членов правительства, в ходе последующих событий провалился, и парламент, в котором доминировал «Демократический фронт Бурунди», 5 февраля 1994 года избрал новым президентом Сиприена Нтарьямиру. Но 6 апреля 1994 года на подлёте к аэродрому Кигали потерпел катастрофу самолёт, на борту которого находились возвращавшиеся из Танзании, с международной встречи по урегулированию конфликта между тутси и хуту на территории Руанды и Бурунди. Находившиеся на его борту Сиприен Нтарьямира и президент Руанды Жювеналь Хабиаримана погибли. По одной из версий, самолёт был сбит, и представители хуту обвинили в этом своих оппонентов из числа тутси. Следствием этой трагедии стал геноцид в Руанде, который привёл к ещё большей волне убийств тутси в Бурунди. Правда, происходили не организованные убийства, как в соседней стране, а лишь беспорядки. Исполнявший с 6 апреля должность президента спикер парламента Сильвестр Нтибантунганья был 8 апреля наделён президентскими полномочиями на четырёхлетний период, но реально оставался президентом лишь до октября 1994 года. Ситуация в стране продолжала обостряться, особенно с появлением тысяч руандийских беженцев.

### После переворота 1996 года
Несмотря на беспорядки, политическая система с президентом-хуту и армией из тутси сохранялась до 1996 года, когда Пьер Буйоя сверг очередного президента в ходе военного переворота. 20 июля 1996 года боевики-хуту убили 300 тутси. 5 января 1997 года солдаты-тутси убили 126 беженцев-хуту. Только в 1998 году Буйоя и парламент, в котором по-прежнему доминировали хуту, договорились о принятии переходной конституции страны, и Буйоя смог официально стать президентом. 15 июня 1998 года начались мирные переговоры. Однако, война продолжилась. В 2000 году в Танзании при посредничестве Нельсона Манделы проходили переговоры о перемирии в Бурунди. Их результатом стало создание переходного правительства, в котором посты президента и вице-президента занимали, сменяя друг друга каждые 18 месяцев, представители хуту и тутси. Но соглашение было достигнуто только между правительством и тремя повстанческими группами тутси. Две группировки хуту не участвовали в переговорах и отказались признать договорённости. Продолжавшиеся с 1998 года мирные переговоры были прекращены 30 ноября 2000 года практически без подвижек. 28 декабря 2000 года боевики хуту устроили резню в автобусе «Титаник Экспресс», следовавшем из Кигали. Погибли 20 тутси и британская подданная Шарлотта Уильсон. 18 апреля 2001 года провалилась очередная попытка переворота. 9 ноября 2001 года произошло похищение 300 учащихся колледжа. 25 декабря 2001 года отказывавшиеся вступать в мирные переговоры группировки хуту безуспешно атаковали армейские подразделения. Погибло 500 боевиков. В результате, более упорные бои продолжались несколько месяцев. 9 сентября 2002 года в Итабе в результате боёв между армией и повстанцами из Национального конгресса за оборону демократии — Войск за оборону демократии (англ. National Council for the Defense of Democracy–Forces for the Defense of Democracy, FDD, фр. Conseil National Pour la Défense de la Démocratie–Forces pour la Défense de la Démocratie, NCDD–FDD) было убито до 267 безоружных гражданских лиц.

### Президентство Ндайизейе
В июле 2003 года атака повстанцев на столицу страны — город Бужумбура — привела к гибели 300 человек. Ещё 15 тыс. стали беженцами. В том же месяце президент Буйоя передал власть представителю хуту Домисьену Ндайизейе. В ноябре 2003 года на саммите африканских лидеров в Танзании Ндайизейе подписал соглашение о перемирии с крупнейшей группировкой повстанцев-хуту Национальный конгресс за оборону демократии — Войска за оборону демократии (англ. National Council for the Defense of Democracy–Forces for the Defense of Democracy, FDD). По этому соглашению, Войска за оборону демократии становились политической партией, а боевиков было решено интегрировать в армию. 29 декабря 2003 года был убит папский нунций в Бурунди архиепископ Майкл Кортни.
В декабре 2004 года другая группировка повстанцев-хуту Силы национального освобождения (англ. Forces of National Liberation, FNL) взяла на себя ответственность за убийство 160 конголезских тутси в лагере беженцев ООН Гатумба на территории Бурунди близ границы с ДРК. СБ ООН осудил массовое убийство, подчеркнув, что большинство убитых — женщины и дети. Посланнику ООН в Бурунди было приказано расследовать преступление, и этот шаг знаменовал возрастающее вмешательство ООН в гражданскую войну на территории Бурунди. В декабре 2004 года ооновские и правительственные силы начали разоружать тысячи бурундийских солдат и бывших боевиков.

### Мирный процесс и завершение войны
В январе 2005 года президент подписал закон о создании новой национальной армии из военных сил тутси и боевиков почти всех группировок хуту. В ходе первого с 1994 года волеизъявления граждан была одобрена новая конституция страны. А в июле прошли парламентские выборы. Их выиграла FDD. Через несколько месяцев новый двухпалатный парламент, обе палаты которого находились под контролем хуту, избрал президентом страны представителя FDD Пьера Нкурунзизу. 15 апреля 2006 года был отменён комендантский час, действовавший в ночные часы с 1993 года. Наконец, в Танзании было подписано соглашение с последней из группировок хуту — Силами национального освобождения (англ. Forces of National Liberation, FNL).
Тем не менее, спорадические акты политического насилия продолжали происходить и после урегулирования конфликта. Так, в середине апреля 2008 года отряды FNL подвергли столицу Бурунди обстрелу. Погибло 33 человека.

## Основные действующие силы

### Фронт за демократию в Бурунди
Партия «Фронт за демократию в Бурунди» (англ.  Front for Democracy in Burundi, FRODEBU, фр. Front pour la Démocratie au Burundi, FRODÉBU) — прогрессивная (левая) партия, сформированная в 1986 году сторонниками Мельхиора Ндадайе из числа членов марксистской Рабочей партии Бурунди (англ.  Burundi Worker's Party, фр. Parti des travailleurs du Burundi, рунди Umugambwe wa'Bakozi Uburundi, UBU). Последняя была основана в августе 1979 года и опиралась на беженцев из Бурунди, находившихся на территории Руанды. Мельхиор Ндадайе был одним из её виднейших лидеров. ФРОДЕБУ стала легальной политической партией только в 1992 году. Консультативный член Социнтерна.

### Национальный конгресс за оборону демократии — Войска за оборону демократии
Национальный конгресс за оборону демократии — Войска за оборону демократии (англ. National Council for the Defense of Democracy–Forces for the Defense of Democracy, NCDD-FDD, фр. Conseil National Pour la Défense de la Démocratie — Forces pour la Défense de la Démocratie, CNDD-FDD) — самая влиятельная повстанческая группировка времён Гражданской войны в Бурунди, ставшая ведущей политической партией страны. Основана в 1994 году. Состояла из политического крыла (NCDD) и вооружённой группировки (FDD). В политическом крыле доминировали интеллектуалы-хуту из южного региона Бурури, ведомые Леонардом Ньянгомой. В военном крыле были боевики, собранные со всей страны. Это привело к распаду группировки в 2001 году. Часто, говоря о CNDD-FDD, как о группировке, участвовавшей в войне, её название сокращают до FDD. В октябре 2001 года внутри группировки произошла борьба за власть: фракция Пьера Нкурунзизу, насчитывавшая 10—12 тыс. боевиков, свергла лидера боевого крыла Жан-Боско Ндайикенгурукийе, за которым пошли только 5000 вооружённых членов FDD. В результате, оставшиеся с Ндайикенгурукийе подписали соглашение о перемирии с правительством в октябре 2002 года и, в общем, соблюдали его. А группировка Нкурунзизу заключила перемирие только в декабре 2002 года и только для вида, продолжив вооружённую борьбу. В январе 2005 года в ходе официальной церемонии CNDD-FDD была зарегистрирована в качестве политической партии. На выборах 4 июля 2005 года она получила примерно 60 — 80 % голосов, что позволило ей выбирать президента. И 19 августа 2005 года в ходе безальтернативных выборов в парламенте лидер CNDD-FDD Пьер Нкурунзиза был избран президентом Бурунди.

### Силы национального освобождения
Силы национального освобождения (англ. Forces of National Liberation, FNL) или Национальные силы освобождения (англ. National Forces of Liberation, фр. Forces nationales de libération, FNL) или (прежнее название) Партия освобождения народа хуту (англ. Party for the Liberation of the Hutu People, фр. Parti pour la libération du peuple hutu, PALIPEHUTU) — повстанческая группировка хуту. FNL, возглавляемые Агатоном Рвасой, являлись изначально её военным крылом, тогда как политическое вёл Жан-Боско Синдайигая. PALIPEHUTU была основана в 1980 году в Танзании в среде беженцев из Бурунди, скрывавшихся от репрессий правительства тутси. Провозглашая принцип вооружённой борьбы, политическая группировка в 1985 году создала в своём составе FNL. В 1990 году из PALIPEHUTU выделился Фронт национального освобождения (FROLINA), а в 1991 году откололось вооружённое крыло, назвавшись PALIPEHUTU-FNL. Эту группу возглавлял Коссан Кабура. Политическое крыло бывшего PALIPEHUTU было переименовано в Партию освобождения народа — Агакиза (англ. Party for the Liberation of People-Agakiza (PALIPE-Agakiza)). Эту партию возглавил Этьен Каратази. В годы войны PALIPEHUTU была популярна среди жителей центральных районов Бурунди. PALIPEHUTU-FNL несёт ответственность за убийство папского нунция Майкла Кортни, случаи массовых убийств в «Титаник Экспресс» и Гатумбе. Последний инцидент привёл к провозглашению PALIPEHUTU-FNL террористической организацией. Однако, и с ней (правда, последней из всех) в сентябре 2006 года правительство Бурунди подписало соглашение о перемирии. Во Второй конголезской войне PALIPEHUTU участвовала на стороне армии ДРК, ополчения Май-Май и Армии освобождения Руанды против регулярной армии Бурунди. Название PALIPEHUTU было заменено на FNL в связи с запретом на использование послевоенными политическими партиями Бурунди этнонимов в своём названии.
Фронт национального освобождения (фр. Front de Libération Nationale, FROLINA или FLN) — малозначительная группировка хуту, которая одной из последних пошла на прекращение огня.